# Piletocera discisignalis
Piletocera discisignalis là một loài bướm đêm trong họ Crambidae.